# فرودگاه قهرمان ماراش
فرودگاه قهرمان ماراش (به انگلیسی: Kahramanmaraş Airport) (به زبان بومی: Kahramanmaraş Havaalanı) یک فرودگاه همگانی با کد یاتا KCM است که یک باند فرود آسفالت دارد و طول باند آن ۲۳۰۰ متر است. این فرودگاه در شهر قهرمان ماراش کشور ترکیه قرار دارد و در ارتفاع ۵۲۵ متری از سطح دریا واقع شده است.

## شرکت‌های هواپیمایی و مقصدهای پروازی
| شرکت‌های هواپیمایی                  | مقصدهای پروازی |
| ---------------------------------- | -------------- |
| پگاسوس ایرلاینز                    | صبیحه گوکچن    |
| ترکیش ایرلاینز                     | آتاترک         |
| ترکیش ایرلاینز اجرا توسط آنادولوجت | اسن‌بوغا        |